# Edward Piekarski
Edward Karlowitsch Piekarski (russisch Эдуард Карлович Пекарский; * 13. Oktoberjul. / 25. Oktober 1858greg. im Dorf Petrowitschi, Ujesd Igumen; † 29. Juni 1934 in Leningrad) war ein polnisch-sowjetischer Linguist und Ethnograph.

## Leben
Piekarski stammte aus einer verarmten polnischen Adelsfamilie. Nach dem frühen Tod seiner Mutter wuchs er in der Familie seines Großonkels auf. Er besuchte das Gymnasium in Masyr, ab 1874 in Taganrog, wo er sich der revolutionären Bewegung anschloss, und ab 1875 in Tschernihiw.
Im August 1877 begann Piekarski in Charkow das Studium am Veterinärmedizinischen Institut. Er schloss sich den Narodniki an, worauf er im Dezember 1878 des Instituts verwiesen wurde und das Recht verlor, an einer Hochschule studieren zu können.
Ende 1880 wurde Piekarski mit einem falschen Pass in Moskau verhaftet und im Januar 1881 vom Moskauer Militärbezirksgericht wegen Zugehörigkeit zu den Sozialrevolutionären und Besitzes illegaler Literatur zu 15 Jahren Katorga verurteilt zusammen mit weiteren Personen im Zusammenhang mit der Tötung des Polizisten N. W. Reinstein. Auf Anordnung des Moskauer Gouverneurs wurde im Hinblick auf die Jugend und die schwache Gesundheit Piekarskis Katorga durch Verbannung nach Sibirien in einen weit entfernten Ort mit Verlust aller Rechte und des Vermögens ersetzt. Im November 1881 kam er in Jakutsk an und wurde  in der 1. Igedeiski-Ansiedlung des Booturski-Ulus zwischen  der Tatta und dem Aldan angesiedelt. Dort musste er sich selbst versorgen und lernte, wie die Jakuten zu leben.
Piekarski studierte die jakutische Sprache und hatte 1887 bereits 7.000 Wörter gesammelt. 1898 waren es 20.000 und 1930 25.000 Wörter. Unterstützt wurde er von dem Priester D. D. Popow, der Epenerzählerin der jakutischen Olonchos M. N. Androssowa-Ionowa, die später von der Russischen Geographischen Gesellschaft (RGO) die Goldmedaille für ihre Beiträge zu Piekarskis Fundamentalwörterbuch der jakutischen Sprache erhielt, dem Linguisten Semjon Nowgorodow und den Wissenschaftlern Wilhelm Radloff, Carl Salemann, Wassili Bartold u. a. Als der Verbannte Nikolai Tjutschew nach Jakutsk kam und Piekarski dessen Deutsch-Jakutisch-Wörterbuch von Otto von Böhtlingk kennenlernte, war er überrascht und stellte fest, dass dort nicht die häufigsten jakutischen Wörter enthalten waren und dass  nicht alle Bedeutungen der verzeichneten Wörter angegeben waren. Piekarski setzte sich für den Druck von Zeitungsartikeln in jakutischer Sprache ein und half bei der Beschaffung entsprechender Ausrüstung für die Druckerei der Zeitung der Region Jakutsk.
1894–1896 nahm Piekarski an der von der RGO organisierten und von Alexander Sibirjakow finanzierten Expedition in Jakutien teil und sammelte weitere Materialien für sein Wörterbuch.
Im Juni 1895 endete Piekarskis Verbannung, sodass er nun seinen Wohnsitz frei wählen konnte mit Ausnahme der Hauptstadt St. Petersburg und der umliegenden Gouvernements. Er blieb in Jakutien und verfasste das russisch-jakutische Wörterbuch. 1899 erschien die von Sibirjakow finanzierte 1. Ausgabe. 1903 beteiligte Piekarski sich an der Expedition in das Ajan-Gebiet, die eine Volkszählung der Ewenken durchführte und Materialien über ihr Leben sammelte. Die Kaiserliche Akademie der Wissenschaften übernahm die Herausgabe des russisch-jakutischen Wörterbuchs und erwirkte Piekarskis Versetzung nach St. Petersburg. Er wurde 1905 wissenschaftlicher Mitarbeiter des Museums für Anthropologie und Ethnographie und dann Sekretär der Ethnographie-Abteilung der RGO. Er veröffentlichte eine Reihe von ethnographischen Studien. 1912 erhielt er die Große Goldmedaille der RGO.
Nach der Oktoberrevolution arbeitete Piekarski in der Leningrader Abteilung des Instituts für Orientalistik der Akademie der Wissenschaften der UdSSR. Er wurde 1927 Korrespondierendes Mitglied und 1931 Ehrenmitglied der Akademie der Wissenschaften der UdSSR.
Piekarski starb am 29. Juni 1934 in Leningrad und wurde auf dem lutherischen Teil des Smolensker Friedhofs begraben.
In Jakutsk steht ein Piekarski-Denkmal.